# Trichodura amazonensis
Trichodura amazonensis är en tvåvingeart som beskrevs av Guimaraes 1972. Trichodura amazonensis ingår i släktet Trichodura och familjen parasitflugor. Inga underarter finns listade i Catalogue of Life.